# Sojamaa
Sojamaa är en ort i Estland. Den ligger i Tartu kommun och landskapet Tartumaa, i den centrala delen av landet, 150 km sydost om huvudstaden Tallinn. Sojamaa ligger 43 meter över havet och antalet invånare är 119.
Terrängen runt Sojamaa är platt. Runt Sojamaa är det ganska glesbefolkat, med 21 invånare per kvadratkilometer. Närmaste större samhälle är Dorpat, 12,5 km söder om Sojamaa. Omgivningarna runt Sojamaa är en mosaik av jordbruksmark och naturlig växtlighet.